# 大石駅
大石駅（おおいしえき）は、兵庫県神戸市灘区船寺通一丁目にある、阪神電気鉄道本線の駅。駅番号はHS 28。
直通特急が運行される以前、山陽電気鉄道からの乗り入れ列車は当駅で折り返していた。現行ダイヤでも山陽車の神戸三宮駅始発・終着列車は、神戸三宮駅で折り返しができないため当駅まで回送される。 
駅の真下を都賀川が流れており、武庫川駅・香櫨園駅・芦屋駅と同様に『川の上にある駅』の一つとなっている。
1967年に高架化されるまでは、現在の位置より100mほど南側、都賀川の西側に駅があった。跡地は公園になっている。

## 歴史
- 1905年（明治38年）4月12日：阪神本線の開業と同時に開業[2]。
- 1967年（昭和42年）7月2日：阪神本線の直線化・高架化に伴い、100mほど北へ移転[2]。
- 1968年（昭和43年）4月7日：山陽電気鉄道、神戸高速鉄道を経て当駅までの直通運転開始[2]。
- 1995年（平成7年）
  - 1月17日：阪神・淡路大震災により阪神電鉄運休。当駅も営業を一時中止。
  - 6月26日：御影駅 - 西灘駅間運転再開（阪神本線の全線復旧）により営業再開。
- 1998年（平成10年）2月15日：山陽電気鉄道、山陽特急の阪神本線乗り入れを三宮駅（現・神戸三宮駅）までに短縮。当駅始発・終着の山陽の営業列車はS特急と普通のみとなる。
- 2001年（平成13年）3月10日：山陽電気鉄道、S特急と普通の阪神本線乗り入れを三宮駅まで短縮。当駅始発・終着の山陽の営業列車は消滅[2]。また、それまで時間帯限定停車であった上り急行がすべて停車となる（下り急行は引き続きすべて通過）。
- 2006年（平成18年）10月28日：急行がすべて停車するようになる。
- 2009年（平成21年）3月20日：急行は西宮駅以東の運行となり、すべての優等列車の通過駅となる。
- 2014年（平成26年）4月1日：駅番号導入[3][4]。

## 駅構造
待避設備を有する島式ホーム2面4線の高架駅。大阪梅田寄りで都賀川をまたいでいる。改札口は1か所のみで1階にあり、ホームは2階にある。
2014年3月、阪神電鉄で初めてホーム屋根に太陽電池が設置され、駅で消費する電力の3割をまかなう見込み。
ホーム有効長は19m級の阪神・山陽車6両編成に対応するが、21m級の近鉄車6両編成には対応していない。

### のりば
| 番線 | 路線  | 方向 | 行先         | 備考           |
| ---- | ----- | ---- | ------------ | -------------- |
| 1    | ■本線 | 上り | 大阪梅田方面 | 山陽車折り返し |
| 2    | ■本線 | 上り | 大阪梅田方面 |                |
| 3    | ■本線 | 下り | 神戸三宮方面 |                |
| 4    | ■本線 | 下り | 神戸三宮方面 |                |

- 1番線が上り待避線、2番線が上り主本線、3番線が下り主本線、4番線が下り待避線であるが、現行ダイヤでは当駅で待避する定期営業列車は、早朝を除き設定されておらず、待避線は原則として山陽車の折返しや回送列車の待避に使われている。
- 大阪梅田側、神戸三宮側とも片渡り線が設置されており、1 - 4番線とも両方向の発車に対応している。ただしダイヤ混乱時には当駅での待避が実施されることがある。

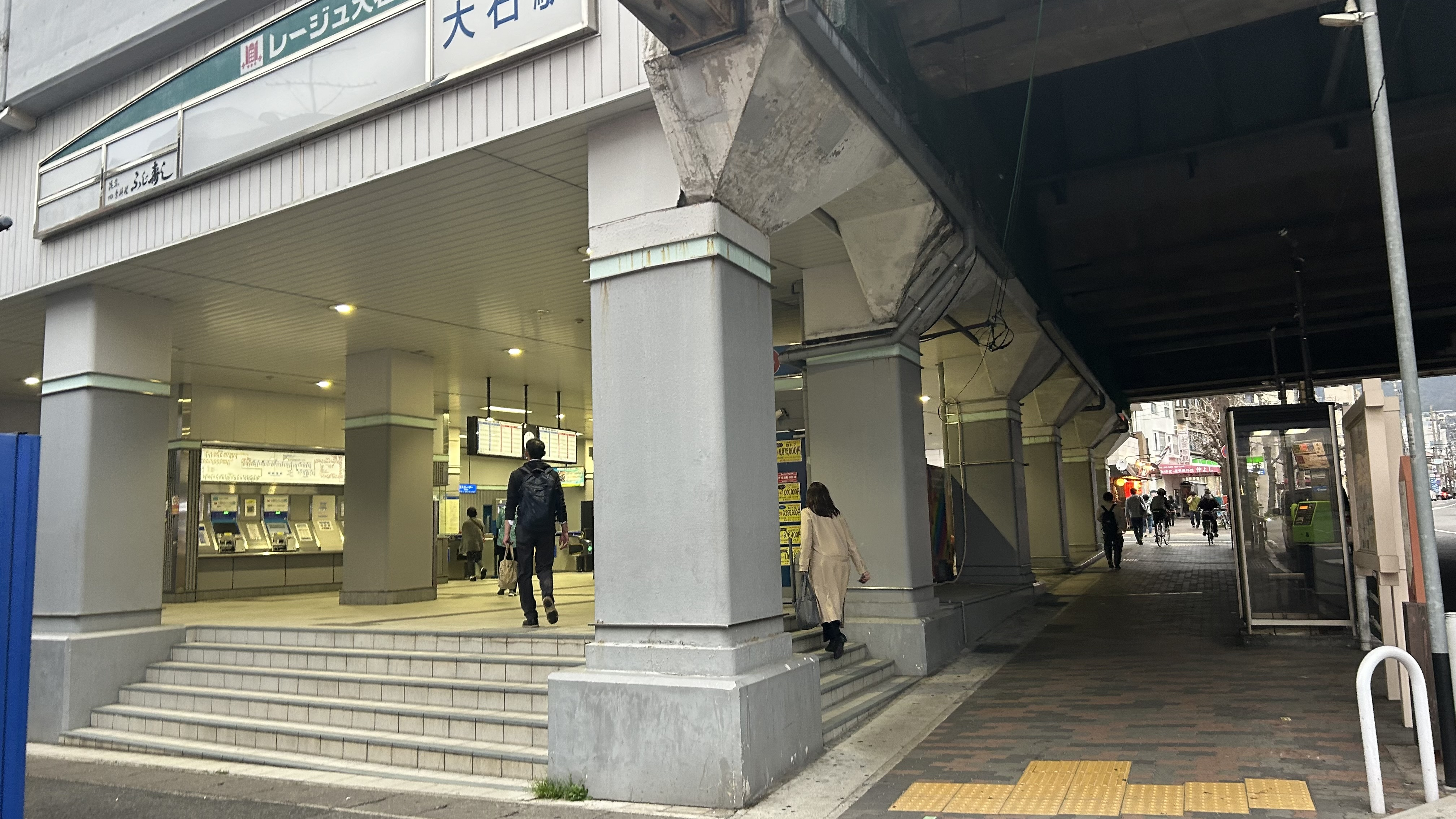
南口
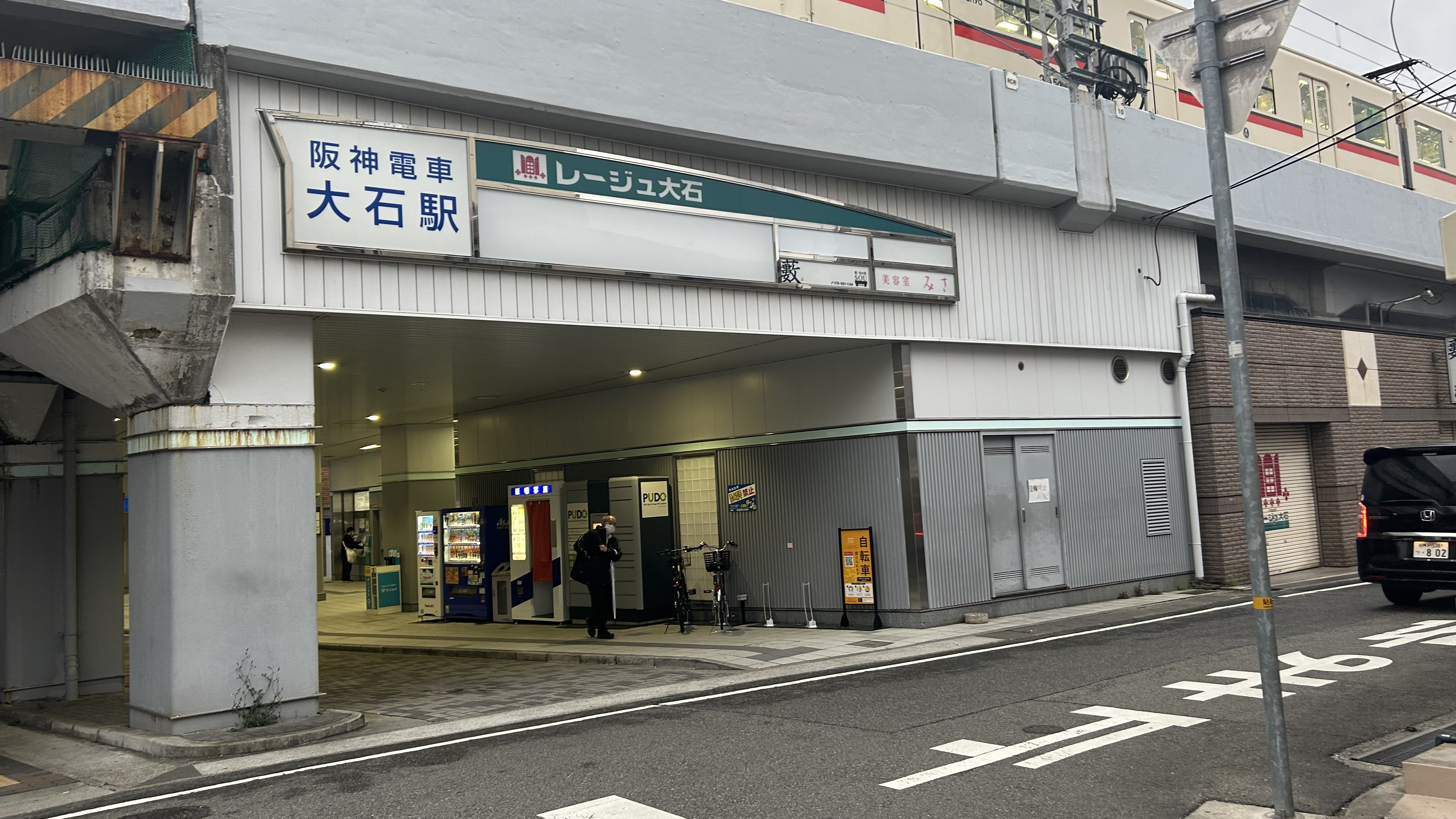
北口
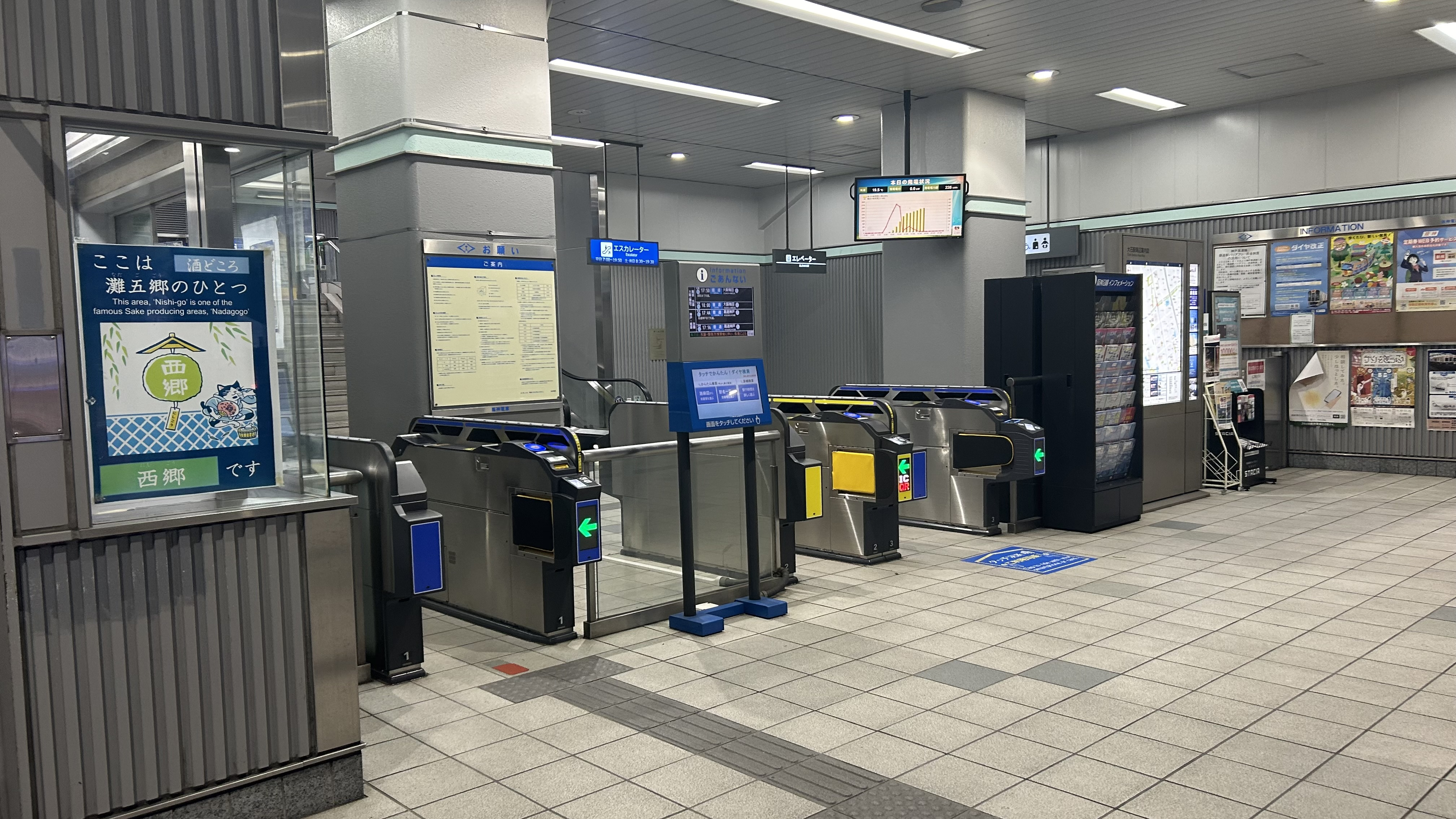
改札口
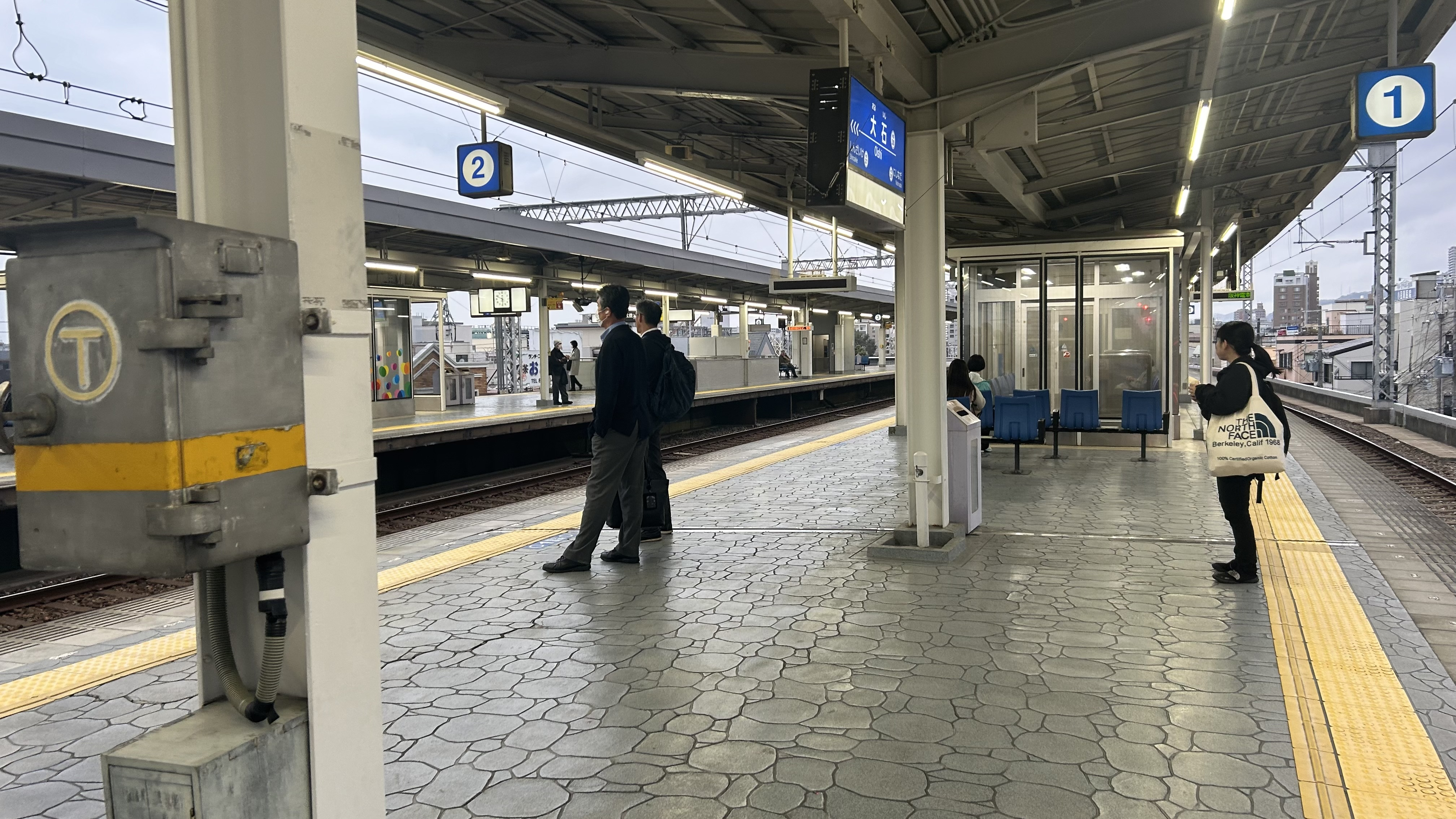
1・2番線ホーム
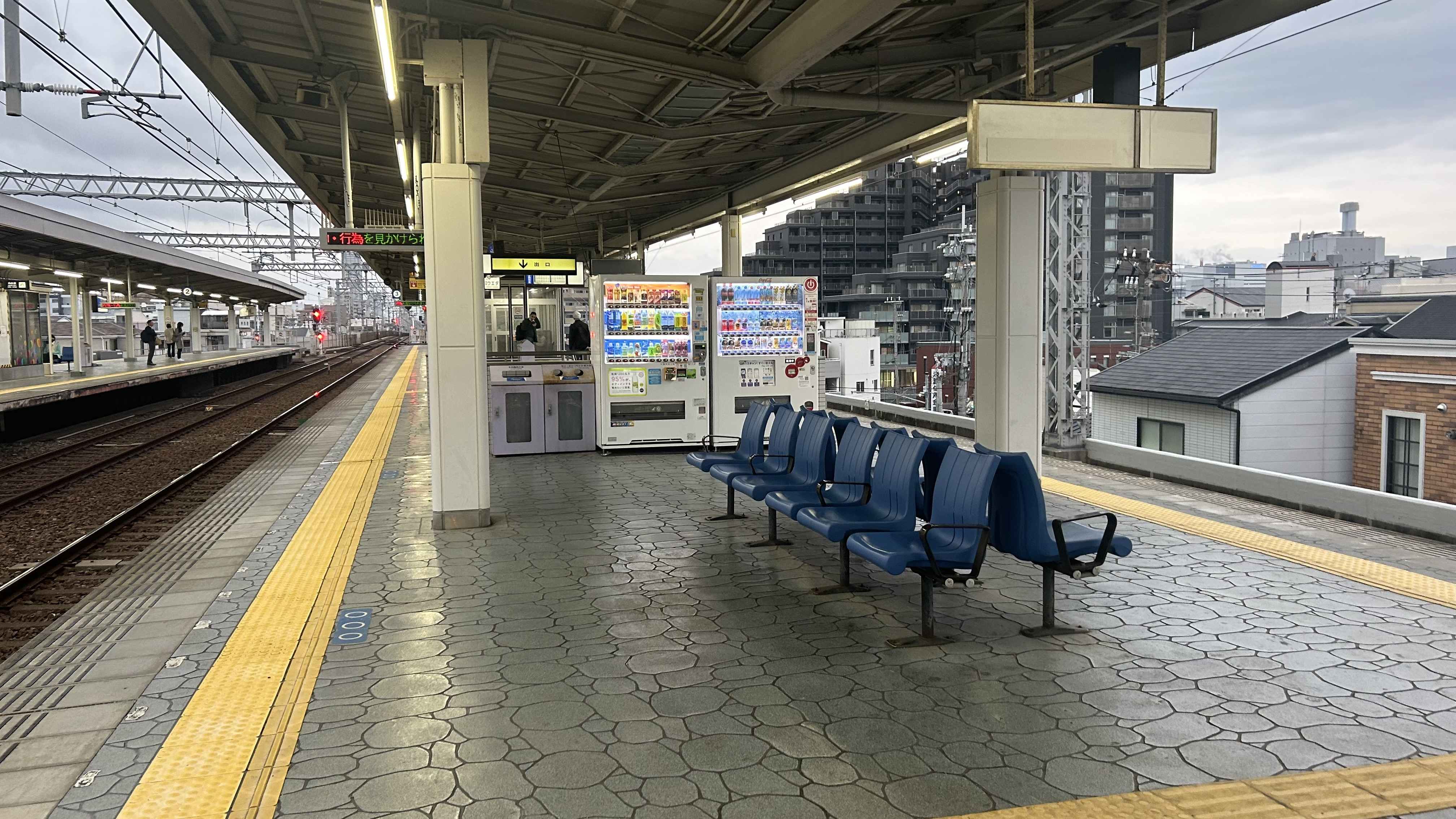
3・4番線ホーム
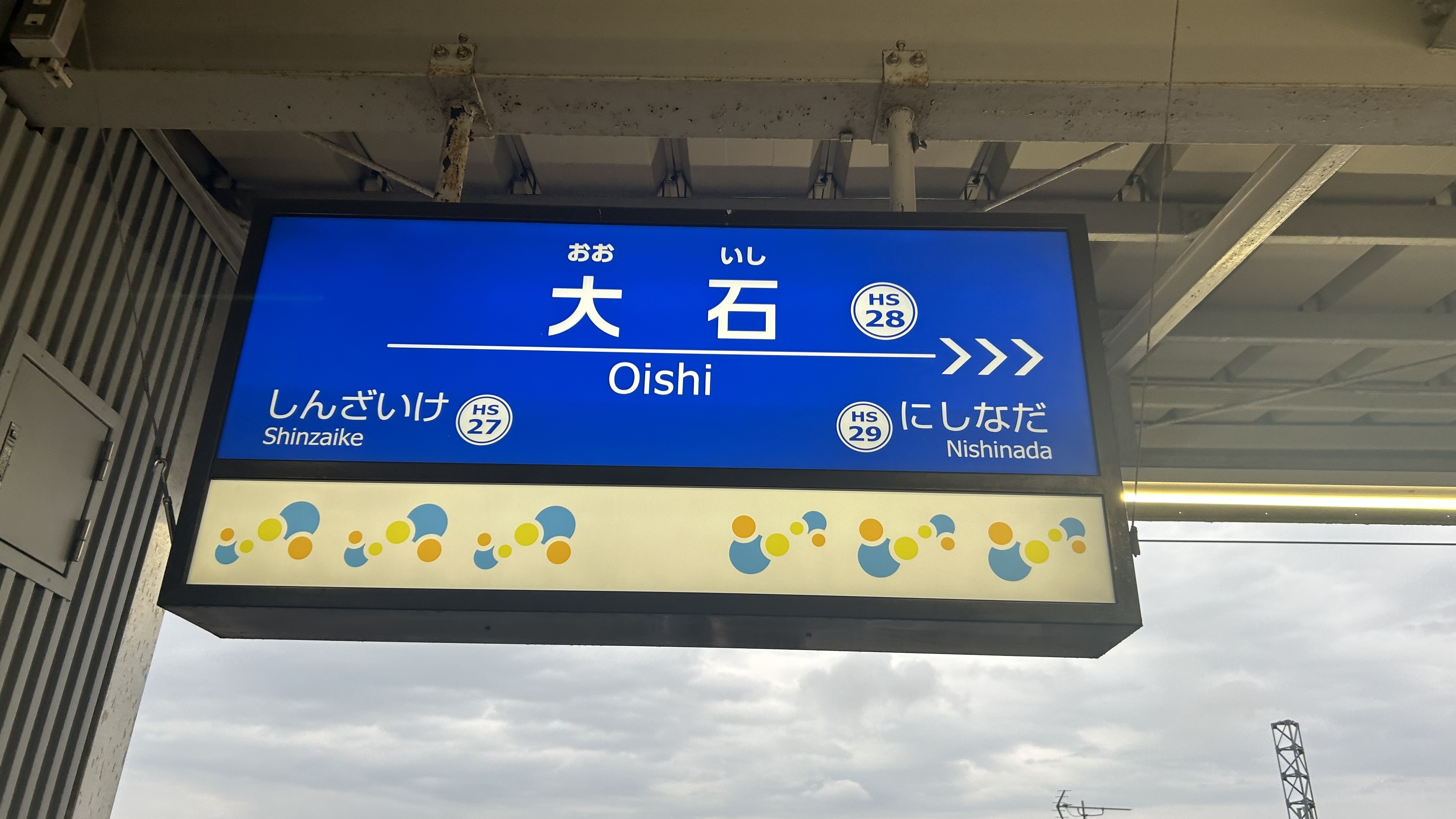
駅名標

## 利用状況
- 2005年度の1日の乗降客数は8,934人である。
- 2023年11月に於ける1日平均の乗車人員は4,594人、乗降客数は9,167人である。阪神電気鉄道の駅では千鳥橋駅に次いで第33位[7][8]。
  - 2022年度の1日平均の乗車人員は4,293人である[9]。

## 駅周辺
- トーホーストア阪神大石駅店(2024年11月21日閉店　中部薬品（V・ドラッグ）に譲渡予定)
  - 高架下のスーパーマーケットで以前は「グリーンストア大石 → KOHYO大石店」。かつては川を挟んで東側高架下にBSショッピングセンター、その南側に大石市場があった。
- コーナン灘大石川店
- 沢の鶴本社・沢の鶴資料館[2]
- 西灘公園
- 船寺八幡宮
- 灘税務署
- 灘郵便局
- 神戸西郷郵便局
- 神戸市立西郷小学校
- 神戸市立西灘小学校
- 神戸市立原田中学校
- 徳島大正銀行神戸支店
  - 元々ここには大正銀行神戸支店があり、合併により東神戸支店となったが、2020年5月11日に三宮にあった神戸支店（旧徳島銀行神戸支店）が移転し、東神戸支店はブランチインブランチされる側（実質的な消滅店舗）になった。
- 摩耶駅（西日本旅客鉄道（JR西日本）東海道本線） - 2016年春に駅に昇格した
- 神戸市バス「阪神大石」停留所（駅南側、旧駅付近、2025年3月末廃止）
- 阪神バス「大石川」停留所（駅北側、国道2号上）

## 隣の駅
阪神電気鉄道
本線
■直通特急・■特急・■快速急行
通過
■普通
新在家駅 (HS 27) - 大石駅 (HS 28) - 西灘駅 (HS 29)